# きかんしゃトーマス 魔法の線路
『きかんしゃトーマス 魔法の線路（ - まほうのせんろ）』 (THOMAS and The Magic Railroad) は、2000年に公開された『きかんしゃトーマス』の長編シリーズ第1作目の作品。

## 概要

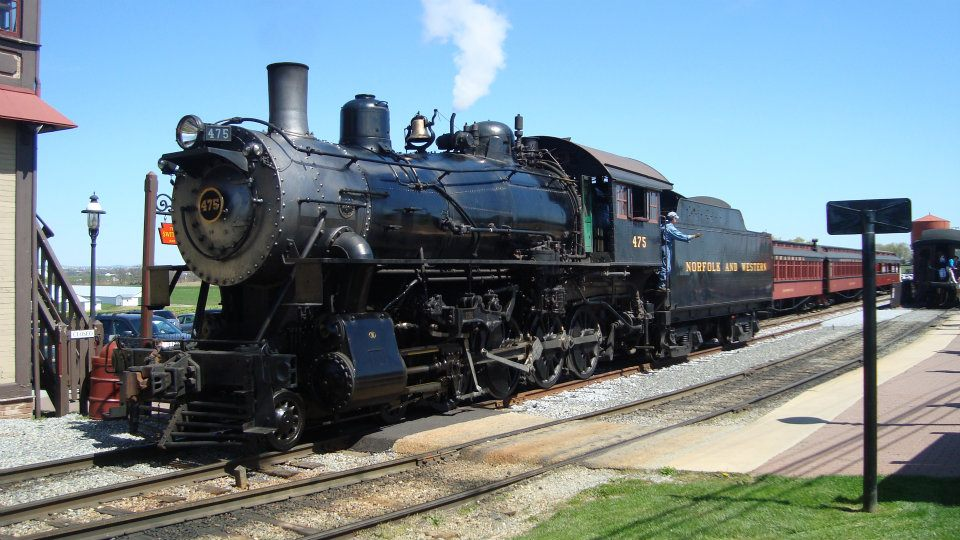
ペンシルベニア州におけるロケシーンで使われたノーフォーク・アンド・ウェスタン鉄道 475号機（保存鉄道のストラスバーグ鉄道所属）

テレビシリーズ『きかんしゃトーマス』の成功で同番組のプロデューサー、ブリット・オールクロフトは人気に乗じてハリウッドに進出し、生身のハリウッド・スターと機関車たちが共演する劇場長編映画として制作、公開したのが本作である。本作制作当時にテレビシリーズの米国版にてナレーターを務めていたアレック・ボールドウィンを主演に起用した他、ピーター・フォンダや『マチルダ』に主演したマーラ・ウィルソンなど著名俳優を起用した。
テレビシリーズとは異なり、トーマス達が働くソドー島と人々が暮らす世界には隔たりがあり、本作はその2つの世界を結ぶ「魔法の線路」を軸に物語が展開される。『きかんしゃトーマス』の作品としては初めて異世界設定が採られたが、この設定に対する違和感などから、本作は興行的に失敗という結果に終わり、ソドー島ともう一つの世界という設定、世界観は以降のテレビシリーズ及び後年の長編作以降使われることはなかった。但し、2009年頃に本作と世界観が類似した『きかんしゃトーマス』の実写映画の製作計画が発表されたが、事実上制作は中止となったと考えられている（詳細はきかんしゃトーマス シーズン毎制作史#関連作品を参照）。

## あらすじ
トップハム・ハット卿が休暇でしばらくソドー島を離れることになり、もう一つの世界であるマッフルマウンテンという場所にある、シャイニングタイムステーションに務める車掌ミスター・コンダクターが代理として島へ来ることになった。
トーマスたち蒸気機関車は彼を歓迎するものの、凶悪なディーゼル機関車ディーゼル10もソドー島に帰ってきていた。彼はバーネット・ストーンが所有する、魔法の線路を走る伝説の蒸気機関車レディーを傷め付けた過去があり、ソドー島の機関車たちに恐れられていた。誰もが脅える中で、ディーゼル10を抑えられるのはミスター・コンダクターだけだったが、ソドー島とシャイニングタイムを行き来するのに必要な「魔法の粉」が底をつき、窮地を迎えてしまう。魔法が消えたことで、シャイニングタイムとソドー島が破滅的な状況になることを恐れるミスター・コンダクターは魔法の粉を探し回るが、従兄弟のジュニアを呼ぶのが精一杯であった。
しかし、マッフルマウンテンのバーネットの家に来ていた孫娘のリリーが、ジュニアとともにソドー島へ来たことで状況が変わり始める……。

## 製作

### 起源・開発
1980年代後半、ブリット・オールクロフトは『きかんしゃトーマス』の米国進出を目論み、ビジネスの拡大と同時に米国において『きかんしゃトーマス』を放映する為の枠を獲得する狙いとして幼児向け番組『シャイニング・タイム・ステーション』をPBS向けに企画、製作した。同番組は1989年に放映が開始されるとジェミニ賞を獲得するなど高い評価や人気を得ることに成功し、1994年にブリットは『シャイニング・タイム・ステーション』と『きかんしゃトーマス』を主体とした劇場映画作品の製作を画策する。
その後ブリットはパラマウント映画の副会長であったバリー・ロンドンとタッグを組み、本作の製作が開始された。テレビシリーズの撮影でも使用されるイギリスの撮影所「シェパートンスタジオ」及び米国で撮影を行うことを前提に製作計画が進み、1996年頃にブリットが脚本を書き上げ、公開時期は1997年と発表された。ところがその後バリーがパラマウント社を退職したことで本作の計画は棚上げとなる。
1998年にブリットはマン島映画委員会がマン島での映画撮影者に対し税制優遇制度を設けていることを知り、同時にバリーがデスティネーション・フィルムズの会長に就任したことからデスティネーション社が本作の幹事制作会社となり、計画が再始動した。

### 撮影
俳優を使用したロケシーンはトロント、オンタリオ州、ペンシルベニア州とイギリスのマン島で、機関車キャラクターなどの模型シーンはカナダで撮影が行われた。模型の機関車に乗車する俳優を撮影する際はクロマキーが使用され、デジタル合成により映像が製作された。本作の舞台の1つであるシャイニングタイムステーションはマン島のCastletown railway stationを改装したものであった。
視覚効果は『スター・ウォーズ エピソード5/帝国の逆襲』等にも関わったビル・ニールが手掛け、出演俳優の衣装デザインはルイス・M・セキュエラが手掛けた。

### キャスト
当初、マーラ・ウィルソン演じるリリーが自身の子どもにかつて経験した「魔法の線路」と喋る機関車の物語を語り聞かせるという演出が検討されていた為、ナレーターはリリーという計画であったが、最終的に本作のナレーターにはアレック・ボールドウィン演じるミスター・コンダクターが起用された。
当時の原語版テレビシリーズはナレーターの一人芝居（語り）で物語が進む演出が採られていたが、本作では日本語版と同様に各キャラクターに個々の声優を起用することとなった。当初はブリットがロケ中に出会ったマン島のタクシードライバーをトーマス役に、テレビシリーズのナレーターを務めていたマイケル・アンジェリスをジェームス及びパーシー役に起用されていた。その後ロサンゼルスでの試写会においてキャラクターに対して声が老けていると批判が上がったことを受け、全編の録り直しがカナダにて行われた。最終的にトーマス役にはカナダ人俳優のエドワード・グレン、ジェームス役には女優のスーザン・ローマン、パーシー役には声優のリンダ・バランタインが起用された。
トーマス役のオーディションは、ユアン・マクレガーやボブ・ホスキンスも受けていた。

### 変更点・削除シーン
本作は試写上映時に鑑賞者から複数の否定的な意見が上がった。それを受けて映像を再構成し脚本を修正したものが劇場公開され、試写版と内容が大幅に異なることとなった。また、プリプロダクション時点で登場予定だったが本編では登場しなかったキャラクターも複数存在する。
劇場公開前の試写用バージョンには人間側の悪役で重要なキャラクター「P.T.ブーマー」（演：ダグ・レノックス）が存在したが、幼児鑑賞者が怖がったことやストーリーが子ども向けでなくなる等の批判から、劇場公開版では登場シーンを全て削除し、キャラクター自体の存在がなかったことにされ、計画されていたフィギュアの発売も中止された。但し、顔が認識できないような遠くに映るカットなど一部登場シーンは削除されず本編で使用されており、一部の書籍で削除された登場シーンを確認することもできる。また、日本で劇場公開前に製作された予告映像や、米国での劇場用予告編には、削除されたシーンが一部含まれていた。削除シーンにはストーリー上重要な場面も含まれていた為、公開された本編にはストーリーとして不整合な点が多く、それらの矛盾は本作が否定的な評価を受ける原因の一つとなった。
当初、テレビシリーズに登場していたスチームローラーのジョージも悪役として、また、同じくテレビシリーズに登場していたクレーンのクランキーも本作に登場する予定だったが、絵コンテに描かれたのみで実際の登場シーンは撮影されなかった。また未公開シーンとして、ジュニアがミスター・コンダクターとの電話終了後、横にあるサンデーを食べようとするも、小さくて飲めずにサンデーが体中に零れてしまう「Sundae Surprise!」がある（英米版はDVDに収録、日本語版未公開）。
削除シーンを含めると当初の本編映像は約110分あったという。その他、表現の試みとして、本作では3DCG技術を用いてトーマス達の口を動かしリップシンクさせる事も検討されていた。
2020年5月7日ごろに、未公開シーンが入った完全版が流出した。
また、2020年9月29日に発売されたブルーレイ版には、ワークプリント版になかったシーンも追加された。

### 評価・公開後の顛末
2021年7月現在、Rotten Tomatoesでの評価は評論家スコア21%、観客スコア42%となっている。
本作の舞台シャイニングタイムステーションや妖精の車掌ミスター・コンダクターといった設定・世界観は、先述の米国の番組『シャイニング・タイム・ステーション』から流用したものだった為、同番組の放映実績がなかった英国では視聴者がその設定を受け入れることが難しく、また、俳優が出演するロケシーンと模型のシーンとの繋がりの違和感や難解なストーリーなどに批判が上がり、その結果イギリス・アメリカでは興行的失敗となり、本作の監督・脚本・プロデューサーの三役を務めたブリットは失敗の責任を負う形でブリット・オールクロフト社社長を辞任した。
ブリットは社長を辞任後、社名をガレイン社に改め、先々の資金繰りを考慮しての身売りが画策された。何社かが候補に上がったが、最終的に2002年にアメリカ・イギリスの多国籍総合エンターテイメント会社のヒット・エンターテインメント社に買収され、その傘下になった。ブリットはクリエイティブコンサルタントとしてヒット社に残留するが、テレビシリーズ第6シリーズ製作終了後の2003年に退職した。
英米版で各キャラクターに声優を割り当てる試みも、以降のテレビシリーズでは受け継がれず、2009年のフルCGアニメーション化まではナレーターの一人語り方式が続いた。
2021年以降は、全編2Dアニメーションによるフルリニューアルシリーズが展開されている。大部分はアニメーション製作会社ネルバナを拠点にカナダで制作されているため、キャスティングも本作同様カナダで行われた。それに伴い、ゴードンの声を演じたニール・クローンが同役で、エドワード・グレンがトビー役として復帰した。

## 公開

### 海外
2000年7月14日にイギリスとアイルランドで、2000年7月26日に米国とカナダで劇場公開された。また、2000年12月14日にオーストラリアで、2001年4月7日にニュージーランドでもリリースされた。全世界での興行収入は1970万ドル、英国の2週目時点での収入は17万ポンドであった。

### 日本
日本ではギャガ・ヒューマックス等の共同配給で2000年秋に東宝洋画系で上映された。制作はフジクリエイティブコーポレーションと東北新社。主要スタッフのみフジテレビ系で放送されていた時点でのスタッフが起用されており、演出には菅野温夫、脚本・翻訳には笹本妙子と栗原とみ子が起用されている。キャストもすべて同様であった。
長編次回作では、日本語版制作会社の変更に伴い声優陣が変更されたため、本作は戸田恵子をはじめとするフジテレビ制作時代の声優陣が起用された唯一の長編作品である。なお、今作でミスター・コンダクター役を務めた江原正士は声優陣変更後にジェームスの声を務めることとなり、旧声優陣時代と新声優陣時代の両方に出演経験のある唯一の人物となった。
日本では英米と異なり公開期間を延ばす程好評であった。その後、NHKやCS放送で何度かテレビ放送された。その際の吹き替え音声も、各テレビ局毎に吹き替えが新たに製作されることは無く、劇場用音源が流用された。またカートゥーン ネットワークでは当初4:3のスタンダードサイズでの放映であったが、2014年4月26日の放送ではワイドスクリーンサイズでの放映に変更された。

### メイキング映像
本作のメイキング映像は、英米、日本のいずれの国のDVDにも収録されていないが、ドイツ版と20周年記念のDVDには約11分のメイキング映像が収録されている。また、上記とは異なる1分半強のメイキング映像がAP ARCHIVEによって公開された。

## 登場キャラクター

### 機関車

#### 蒸気機関車
ソドー鉄道所属のハット卿のレギュラー機関車は大半が登場するが、エドワードのみ未登場（詳細に関しては後述）。
トーマス
今作の主人公の青い小型タンク機関車。他の仲間より最も出番が多く、活躍している。
魔法の線路を通ってマッフル・マウンテンへ渡った。
ヘンリー
黄緑の大型テンダー機関車。
消えた機関車の伝説を最初に話すのは彼である。ボイラーの調子が悪くなり、トーマスに質のいい石炭を積んだ貨車を持ってきてもらうが、トーマスは連結しようとした弾みで貨車を1両なくしてしまう。その後、トーマスがリリーを連れてシャイニングタイムへ行く途中でその貨車を見つけ、レディー（消えた機関車）に石炭が使用される。
ゴードン
青い大型テンダー機関車。
冒頭で8秒遅延したトーマスを彼が待っていたことから話が始まる。普段はいつも威張っているが、ディーゼル10に遭遇した際には震えていた。漫画版での一人称は「私」で、若干口調が異なる。
ジェームス
赤い中型テンダー機関車。
序盤ではトップハム・ハット卿に叱られ、機関庫で考えるよう言われており（トーマス曰く「親心」）、鼻がかゆくなり、コンダクターに鼻をブラシでかいてもらった。ディーゼルから「赤は疲れる色」と言われているが、コンダクターからは「元気が出る色」と言われていた。その後、精錬所でジュニアとともにディーゼル10に追い詰められるが、何とか無事に逃避した。なお、テレビシリーズではトーマスに対する二人称は「君」だが、今作のみ「お前」と呼ぶ。
パーシー
黄緑の小型タンク機関車。
トーマスに「勇敢な機関車だから」という理由で、車止めをディーゼルから守るよう押し付けられた（この時は本人も「忘れてた」と言っていた）。
郵便を配達している際に信号手の手違いで間違った線路（本編ではこのくだりは尺の都合でカットされている）に入ってしまい、駅に着くのが遅くなった。
トビー
茶色い小型路面機関車。
ディーゼル10の悪巧みを聞いて鐘を鳴らし、ディーゼル10たちを混乱させて面白がっていた。ゴードン同様、漫画版では一人称が「私」である。

### 新キャラクター
レインボー・サン
シャイニング・タイムの鉄道を走っている大型テンダー機関車。今作のみ登場。
レディー
マッフルマウンテンで眠りについた「消えた機関車」。色は赤紫色と金色。原作およびテレビシリーズを通して初めて登場した女の子の蒸気機関車。
かつてはソドー島とシャイニング・タイムを繋ぐ魔法の線路を走っていた。しかし、ディーゼル10に痛め付けられ、バーネットによってマッフルマウンテンに匿われる。
作中で初登場した際は顔がなく、どの石炭を使っても動かすことが出来なかった。しかし、終盤にある方法によって起動に成功。バーネットが魔法を信じられる心を取り戻した時、トーマスたち同様に顔が現れた。走行する際に美しい削り屑を巻き起こし、これが魔法の粉の原料となった。
ディーゼル10
意地悪で乱暴者のディーゼル機関車。今作の悪役（トーマスヴィランズ）。車体上部に装備された鉤の手の「ピンチー」で何でも破壊してしまう。砂糖が苦手で、タンクに入れられるとエンジンが壊れるのが弱点。スプラッターとドッヂを子分として連れている。
今作では普通に「ディーゼル」と呼ばれており、10を付けて呼ばれたのは冒頭でゴードンに呼ばれた時のみ。また、トーマスを「タンポポ頭」、トビーを「ティーポット」、蒸気機関車のことを「ブリキのやかん」、ミスター・コンダクターを「キンキラ野郎」、ジュニアを「キンキラ野郎ジュニア」と呼ぶ。
最終的には渡ろうとした橋が崩れ、線路の真ん中(枕板)を掴むも、自重に耐えきれなくなった線路の枕板が外れて石炭の積まれた船に落下。ふてくされ、苦笑いしながら、そのままどこかに運ばれていった。
スプラッターとドッヂ
双子の小型ディーゼル機関車。車体色はスプラッターが灰紫色で、ドッヂがオリーブ色。
ディーゼル10の子分で、彼からは2台まとめて「スプロッヂ」と呼ばれている。最後は無茶ばかり言うディーゼル10に愛想を尽かしてしまった。入れ替え専用のディーゼルのくせしてバック走行が苦手。悪役ではあるが、どこかのほほんとした性格である。

### 客車
アニーとクララベル
オレンジ色の客車。トーマスがジュニアに出会った後に置いてけぼりにされるが、後にパーシーに拾われる。

### 自動車
バーティー
赤い小型バス。トーマスにまた競争するよう誘うが断られ、「ということは僕の勝ちだね」と強がりを言っていた。その後、トーマスが貨車をなくしたことをパーシーに伝えている。

### ヘリコプター
ハロルド
白いヘリコプター。ワンシーンのみの登場。ディーゼル10がくしゃみの粉を撒いたため、彼が飛び去った後、トーマスはおろかスプラッターやドッヂまで巻き込んでくしゃみの嵐を起こしてしまった。第2シーズンで初登場した唯一のキャラクター。

### 実写人物
トップハム・ハット卿は本人が登場せず、背景の壁に飾られているイラストと電話の向こうの話し声（話している内容は聞き取れない）でのみ登場する。なお、本作の機関車には機関士が乗っていない。
ミスター・コンダクター
休暇をとったトップハム・ハット卿に代わり、トーマスたちの世話をする車掌。シャイニング・タイムでは妖精のように小さい体をしているが、ソドー島では通常の大きさである。ディーゼル10を唯一抑えられる人間だったが、魔法の粉が徐々に尽きてしまい、シャイニング・タイムに帰れなくなった上、ディーゼル10にも脅かされることになってしまう。さらには粉を探し回る内に迷ってしまい、風邪を引いて動けなくなってしまった。最終的にはリリーたちの協力によってレディーが復活し、魔法の粉も無事に手に入れ、シャイニング・タイムへ帰還した。
バーネット・ストーン
動かなくなったレディーを守っている男性。若い頃、ソドー島でディーゼル10からレディーを逃がそうとして失敗した過去があり、そのショックに加えて妻のターシャを亡くしたことで元気をなくしてしまっていたが、孫のリリーやパッチの協力でレディーが復活し、元気を取り戻す。最後はディーゼル10から見事レディーを逃がした。
リリー
バーネットの孫娘。両親とともに大都市で暮らしている。祖父に会いに行くためにマッフルマウンテンに行こうとするが、シャイニング・タイムに来てしまい、そこでジュニアと出会ったことがきっかけで不思議な体験をする。知らずして魔法の粉を得る方法をこなし、結果的にコンダクター達を救うことになる。
ジュニア
ミスター・コンダクターの従兄弟。ハワイでバカンスをしていたが、ピンチに陥ったコンダクターに呼ばれる。トップハム・ハット卿を「ハットちゃん」と呼んでいる。トーマスと最後に会ったときに彼の煙突にパーティークラッカーを詰めていたらしく、トーマスからは少し嫌われている。ディーゼル10から逃げる途中で彼の魔法の粉も尽きてしまい、コンダクターとともに途方に暮れることになった。根っからの遊び人であり、それが災いしてディーゼル10にさらわれ、ジェームスとともに精練所に追い詰められたが、何とか逃走に成功する。牧草アレルギーであり、乗り物酔いの体質があるなど、体は丈夫でない様子。
ステイシー
シャイニングタイムで働く女性駅長。コンダクターとは旧知の仲。
ビリー
ステイシーと同じく、シャイニングタイム駅で働く機関士でコンダクターと知り合い。
パッチ
シャイニングタイム駅で手伝いをしている少年。心を閉ざしたバーネットを気遣っている。レディーを見つけたことがきっかけで、彼も不思議な出来事を体験する。
マット
パッチの飼い犬。リリーをジュニアに会わせるため、シャイニング・タイム行きの列車に案内する。
ターシャ
バーネットの幼馴染で妻。子供の頃のバーネットが彼女にソドー島へ連れて行くと約束するが、叶わずに生涯を全うした。
リリーのママ
リリーの母親。名前及び、バーネットの娘であるかどうかは不明。妊娠中のためリリーの旅には同行せず、駅で彼女を見送った。

### その他
転がり草
人間でも機関車でもない、生きた草。「魔法の線路」に繋がる車止めの近くでうろつき、パーシーやトーマスを怖がらせた。

### 脇役キャラクター
カメオ出演・名前のみ・未公開シーンのみ登場する。
ヘンリエッタ
トビーが牽引するオレンジ色の客車。
貨車達
トーマスたちが牽引する石炭を積んだ貨車。トーマスが車止めでなくした貨車が大きな役割を果たす。本作では一言も喋らないが、当時は喋る予定があったようで、貨車役の声優がオーディションを受けている。
クランキー
ナップフォード駅(普段はブレンダムの港)に配置されている緑色のクレーン。ブリット・オールクロフト作の脚本ではキャンセルされた歌"The Friendship Song"でヘンリーの貨車に荷物を積んでいたり、スプラッターとドッヂの上に誤って果物を落としてしまうというシーンなどがあったが、本編では支柱部分のみ映るというカメオ出演であった。
トップハム・ハット卿
絵画と電話の声のみの登場。ハット卿夫人も写真のみだが、登場している。
上記キャラクターの内テレビシリーズにも登場するキャラクターについてはきかんしゃトーマス・汽車のえほんの登場キャラクターを参照。

### 本編未登場のキャラクター
P.T.ブーマー
バーネット・ストーンの敵役として登場する予定だったが、編集段階でカットされた。本編では名前こそ出ないが、台詞付きでわずかながら登場しており（クレジット無し）、バイクに乗ってバーネットに道を尋ねる。
ジョージ
鉄道嫌いのスチームローラー。初期脚本では、機関庫の転車台を「ジョージ専用のローラーリンク」に変えるという条件のもと、ディーゼル10の計画を手伝うが、最終的には自分の扱いの悪さに激怒し、スプロッヂを裏切る。
エドワード
青い中型のテンダー機関車。
本作に唯一登場しないレギュラー機関車で、その理由には諸説あるが、プロデューサーのフィル・フェルリは「エドワードの性格や特徴を生かしたシーンを映画内に入れる時間がなかった」と語っている。

## キャスト
| キャラクター           | 俳優・原語版声優               | 日本語吹き替え版 |
| ---------------------- | ------------------------------ | ---------------- |
| ミスター・コンダクター | アレック・ボールドウィン       | 江原正士         |
| ナレーター             | アレック・ボールドウィン       | 森本レオ         |
| バーネット・ストーン   | ピーター・フォンダ             | 小川真司         |
| リリー                 | マーラ・ウィルソン             | 桑島法子         |
| ジュニア               | マイケル・E・ロジャース        | 平田広明         |
| ステイシー             | ディディ・コン                 | 安達忍           |
| パッチ                 | コディ・マクマインズ           | 保志総一朗       |
| バーネット少年         | ジャレッド・ウォール           | 浅野まゆみ       |
| ターシャ               | ローラ・バウアー               | 白鳥由里         |
| ビリー                 | ラッセル・ミーンズ             | 尾崎紀世彦       |
| トーマス               | エドワード・グレン             | 戸田恵子         |
| リリーのママ           | ロリ・ハリアー                 | 戸田恵子         |
| ゴードン               | ニール・クローン               | 内海賢二         |
| ディーゼル10           | ニール・クローン               | 松尾銀三         |
| スプラッター           | ニール・クローン               | 坂東尚樹         |
| 転がり草               | ニール・クローン               | 中友子           |
| アニー                 | シェリー・エリザベス・スキナー | 中友子           |
| クララベル             | シェリー・エリザベス・スキナー | 中島千里         |
| パーシー               | リンダ・バランタイン           | 中島千里         |
| ジェームス             | スーザン・ローマン             | 森功至           |
| ヘンリー               | ケヴィン・フランク             | 堀川りょう       |
| ドッヂ                 | ケヴィン・フランク             | 岩崎ひろし       |
| ハロルド               | ケヴィン・フランク             | 佐藤佑暉         |
| バーティー             | ケヴィン・フランク             | 緑川光           |
| トビー                 | コルム・フィオール             | 川津泰彦         |
| レディー               | ブリット・オールクロフト       | 渡辺満里奈       |
| P.T.ブーマー           | ダグ・レノックス               | 不明             |

## BGM
劇場版では、専用曲が新たに制作された。作曲はハミー・マン。
サウンドトラックに収録されていない曲もあるが、残りは2021年7月発売の"The Hummie Mann Collection - Volume 1"に収録されている。
| 英題                                                  | 日本語吹き替え版     | 注 |
| ----------------------------------------------------- | -------------------- | --- |
| He's A Really Useful Engine                           | 駒田はじめ・桑島法子 | テレビシリーズ挿入歌「やくにたつきかんしゃ」の歌詞変更、アレンジ版                                     |
| Shining Time                                          | 尾崎紀世彦           | |
| I Know How the Moon Must Feel                         | 桑島法子             | |
| Some Things Never Leave You                           |                      | |
| Summer Sunday                                         | 駒田はじめ           | 既製曲の流用                                                                                           |
| The Locomotion                                        |                      | 既製曲の流用                                                                                           |
| Main Title                                            |                      | |
| Lily Travels to Sodor                                 |                      | |
| Burnett and Lady, Diesel 10 and Splodge               |                      | |
| Diesel 10 Threatens Mr. C, Lily and Patch             |                      | |
| Through the Magic Buffers                             |                      | |
| The Chase, The Clue & The Happy Ending                |                      | |
| Here’s Diesel/Diesel Explains his Plan/Rainbow Sun    |                      | 以下はcollection版限定トラック。                                                                       |
| Burnett’s Workshop / Patch Meets Lily/Diesel’s Gang   |                      | 上記の"Burnett and Lady, Diesel 10 and Splodge"に同じものが収録されている。                            |
| Mr. C/Mutt Senses Trouble                             |                      | |
| Guard Her Well/Lily & Bluebird                        |                      | |
| Practical Joke/Sir Topham Hatt                        |                      | |
| A Night in the Train Shed                             |                      | |
| Mr. C’s Nightmare/Mutt Leads Lily On                  |                      | |
| Lily Arrives/C Jr./Not Really Feeling Useful          |                      | |
| Stacy Drives Lily/Sodor at Night/Diesel Knocks Shed   |                      | |
| Coal Car Through the Buffer/Diesel Threatens Mr. C    |                      | 上記の"Diesel 10 Threatens Mr. C, Lily and Patch"に同じものが収録されている。                          |
| Not Be Stupid                                         |                      | |
| Lily Meets Patch/Lily Goes to Sodor/Lily Rides Thomas |                      | 上記の"Diesel 10 Threatens Mr. C, Lily and Patch"と"Lily Travels to Sodor"に同じものが収録されている。 |
| Spooky                                                |                      | |
| Thomas Takes Lily Through                             |                      | 上記の"Through the Magic Buffers"に同じものが収録されている。                                          |
| Lily Meets Lady/Diesel Attacks                        |                      | |
| Lady Comes To Life                                    |                      | 上記の"Through the Magic Buffers"に同じものが収録されている。                                          |
| Jr. Meets Lady/Diesel’s Final Pursuit                 |                      | 上記の"The Chase, The Clue & The Happy Ending"に同じものが収録されている。                             |
| The Clue Revealed                                     |                      | 上記の"The Chase, The Clue & The Happy Ending"に同じものが収録されている。                             |

### 収録ソフト
| 発売          | ハード | アルバム名                                                                        |
| ------------- | ------ | --------------------------------------------------------------------------------- |
| 2000年8月1日  | CD     | Thomas & The Magic Railroad: Original Motion Picture Soundtrack（North America）  |
| 2001年7月17日 | CD     | Thomas & The Magic Railroad: Original Motion Picture Soundtrack（United Kingdom） |
| 2021年7月30日 | CD     | ハミー・マン・コレクション Vol.1                                                  |

### その他
「Old MacDiesel」
ゆかいな牧場（Old MacDonald Had a Farm）の替え歌。
トーマスがミスター・コンダクターを迎えに行った後ディーゼル10が歌う。
「I've Been Working on the Railroad」
線路は続くよどこまでも（I've Been Working on the Railroad）。既製曲の流用。
トーマスとパーシーが魔法の車止めについての会話を盗み聞きした後ディーゼル10が歌う。